# كريستيان يونسكو
كريستيان يونسكو (بالرومانية: Cristian Ionescu)‏ (1 مارس 1978 في رومانيا - ) هو لاعب كرة قدم روماني في مركز الدفاع. لعب مع رابيد بوخارست ونادي باكو ونادي بترولول بلويشتي ونادي براشوف ونادي تيراسبول ونادي شريف تيراسبول وACS Berceni ‏ وFC Rapid II București ‏.

## وصلات خارجية
- كريستيان يونسكو على موقع الاتحاد الأوربي (الإنجليزية)
- كريستيان يونسكو على موقع قاعدة بيانات كرة القدم.إي يو (الإنجليزية)
- كريستيان يونسكو على موقع Soccerway.com (الإنجليزية)
- كريستيان يونسكو على موقع عالم كرة القدم.نت (الإنجليزية)